# Lagunas (Aguada)
Lagunas (también conocido como Laguna) es un barrio del municipio de Aguada, Puerto Rico. Según el censo de 2020, tiene una población de 2412 habitantes.

## Geografía
El barrio está ubicado en las coordenadas 18°20′15″N 67°10′17″O / 18.33750, -67.17139 (18.337512, -67.171434). Según la Oficina del Censo de los Estados Unidos, tiene una superficie de 6.11 km² de tierra y 0.001 km² de agua.

## Demografía
Según el censo de 2020, hay 2412 personas residiendo en el barrio. La densidad de población es de 394.8 hab./km². El 31.09% de los habitantes son blancos, el 1.99% son afroamericanos, el 0.41% son amerindios, el 0.04% es asiático, el 26.45% son de otras razas y el 40.01% son de una mezcla de razas. Del total de la población, el 99.71% son hispanos o latinos de cualquier raza.